# Новиков, Александр Васильевич (футболист)
Новиков Александр Васильевич (род. 14 июня 1955, Москва) — советский и российский футболист, тренер. Мастер спорта СССР международного класса (1979).
В 1980 году окончил ГЦОЛИФК.

## Клубная карьера
Воспитанник детской команды групп подготовки «Динамо» Москва 1966—1972 годы. Тренер — Евгений Федорович Бойков.
Дебютировал в чемпионате страны 6 сентября 1975 года с ЦСКА, 1:1. Рекордсмен команды по числу матчей в чемпионатах страны. Всего в составе «Динамо» провёл 395 официальных матчей (327 в чемпионатах страны, 44 в Кубке СССР и 24 в европейских турнирах) и забил 10 мячей (9, 1, 0).
Чемпион СССР 1976 (весна) года; второй призёр чемпионата 1986 года. Обладатель Кубка СССР 1977 и 1984 годов. Полуфиналист розыгрышей Кубка обладателей кубков 1978 и 1985 годов. Обладатель Кубка сезона 1977 года. Капитан команды в 1984.
В первой сборной СССР (1977) провёл 3 матча. В 1979 году выступал за вторую сборную СССР; в 1975—1979 — за молодежную сборную. Победитель футбольного турнира Спартакиады народов СССР 1979 года.
После московского «Динамо» выступал за «Динамо» Ставрополь (1988—1989), «Спартак» Владикавказ (1990—1991).
Был широко известен под прозвищем «автоген», данным Вячеславом Соловьёвым, хотя по словам Новикова, он никого за карьеру не «сломал».

### Стиль игры
Был стержневым игроком обороны команды, смело и жёстко действовал в единоборствах, умело боролся за верховые мячи, надёжно и грамотно страховал партнёров по обороне. Играл всегда с полной самоотдачей, личным примером вдохновлял партнёров. —  Энциклопедия «Российский футбол за 100 лет». Октябрь 1997 года.

## Тренерская карьера
Главный тренер «Спартак» Владикавказ — 1992-93 (по август). В год тренерского дебюта руководимый Новиковым «Спартак» стал вторым призёром первого чемпионата России, впервые завоевав возможность участвовать в Кубке УЕФА. Главный тренер «Техинвеста-М» (совхоз «Московский», Московская область) — 1994 год. В 1999 году (до 15 июня) был главным тренером ФК «Серпухов» (Московская область). Тренер «Динамо» Москва — 1996—1998 (по июнь) и вновь с 15 июня 1999 года. Главный тренер «Динамо» Москва с 16 апреля 2001 года по 3 апреля 2002 года. Тренер ФК «Локомотив» Москва с апреля 2005 по 2006 год. С 2007 года тренер Центра подготовки футболистов «Динамо» Москва.
С 2015 года работал помощником главного тренера «Динамо-СПб». С 2018 помощник главного тренера ФК «Сочи».
9 января 2020 года вошел в тренерский штаб «Динамо» (Москва). С 27 ноября 2020 — тренер-координатор в клубной академии.

## Личная жизнь
Сын Кирилл — воспитанник СДЮШОР «Динамо», с 2021 года — главный тренер «Нефтехимика».

## Достижения
В качестве тренера
Спартак (Владикавказ)
- Серебряный призёр чемпионата России:1992.

Динамо (Санкт-Петербург)
- Победитель Первенства ПФЛ: 2016/17.

В качестве игрока
Динамо (Москва)
- Чемпион СССР:1976 (в).
- Серебряный призёр чемпионата СССР:1986.
- Бронзовый призёр чемпионата СССР:1975.
- Обладатель Кубка СССР (2): 1977, 1984.